# Garnizon Orzysz

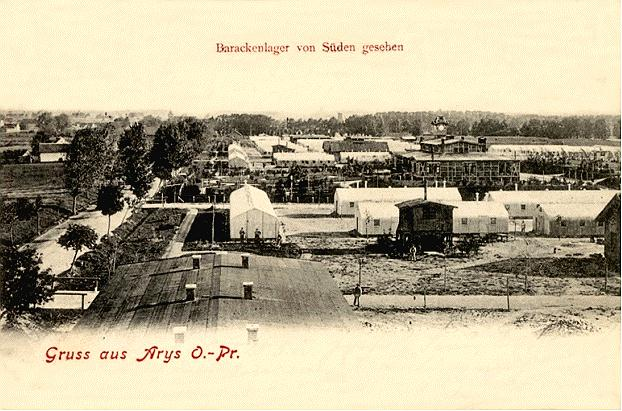
Koszary w Orzyszu – 1900 r.

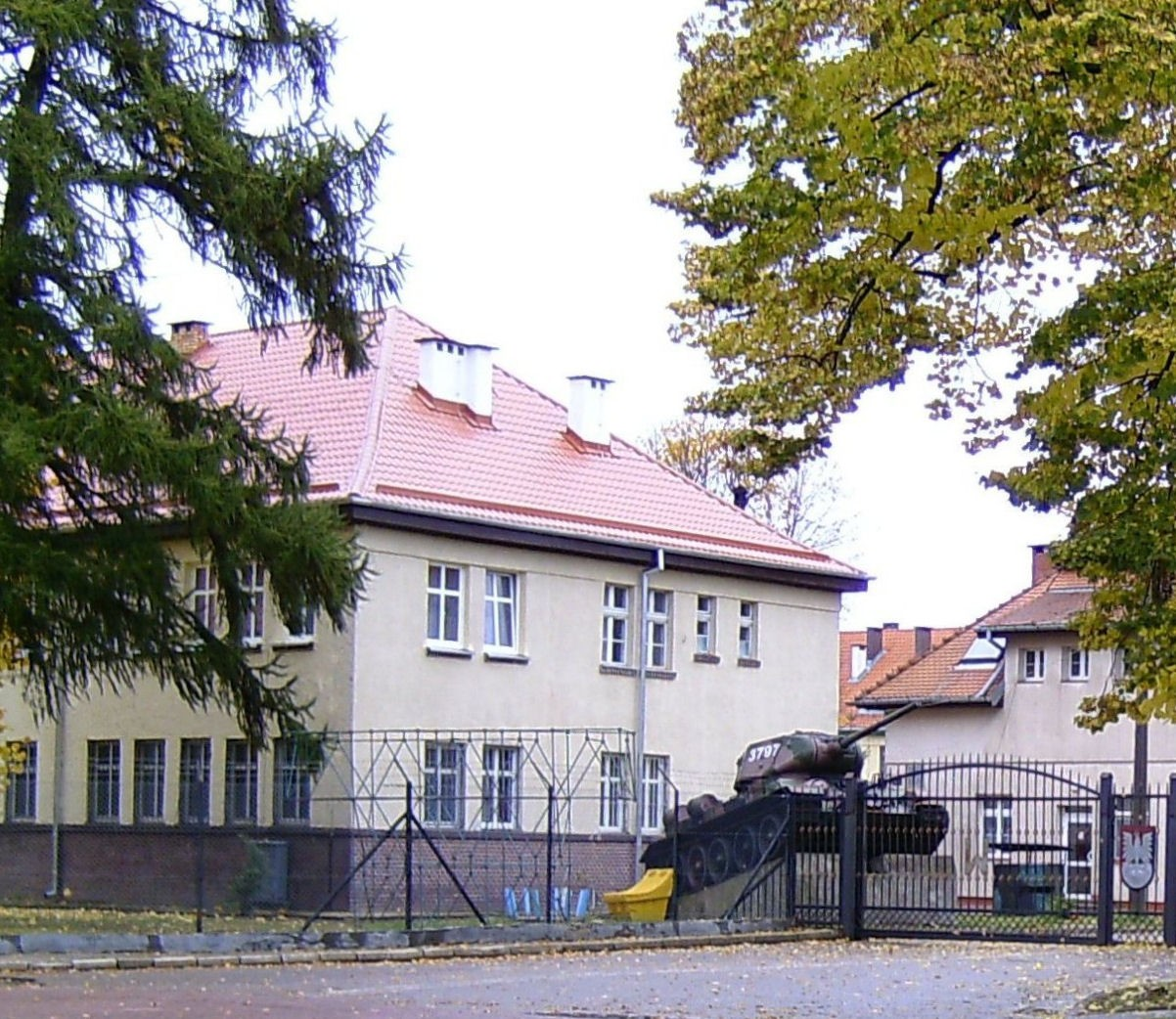
Budynek sztabu w 2008

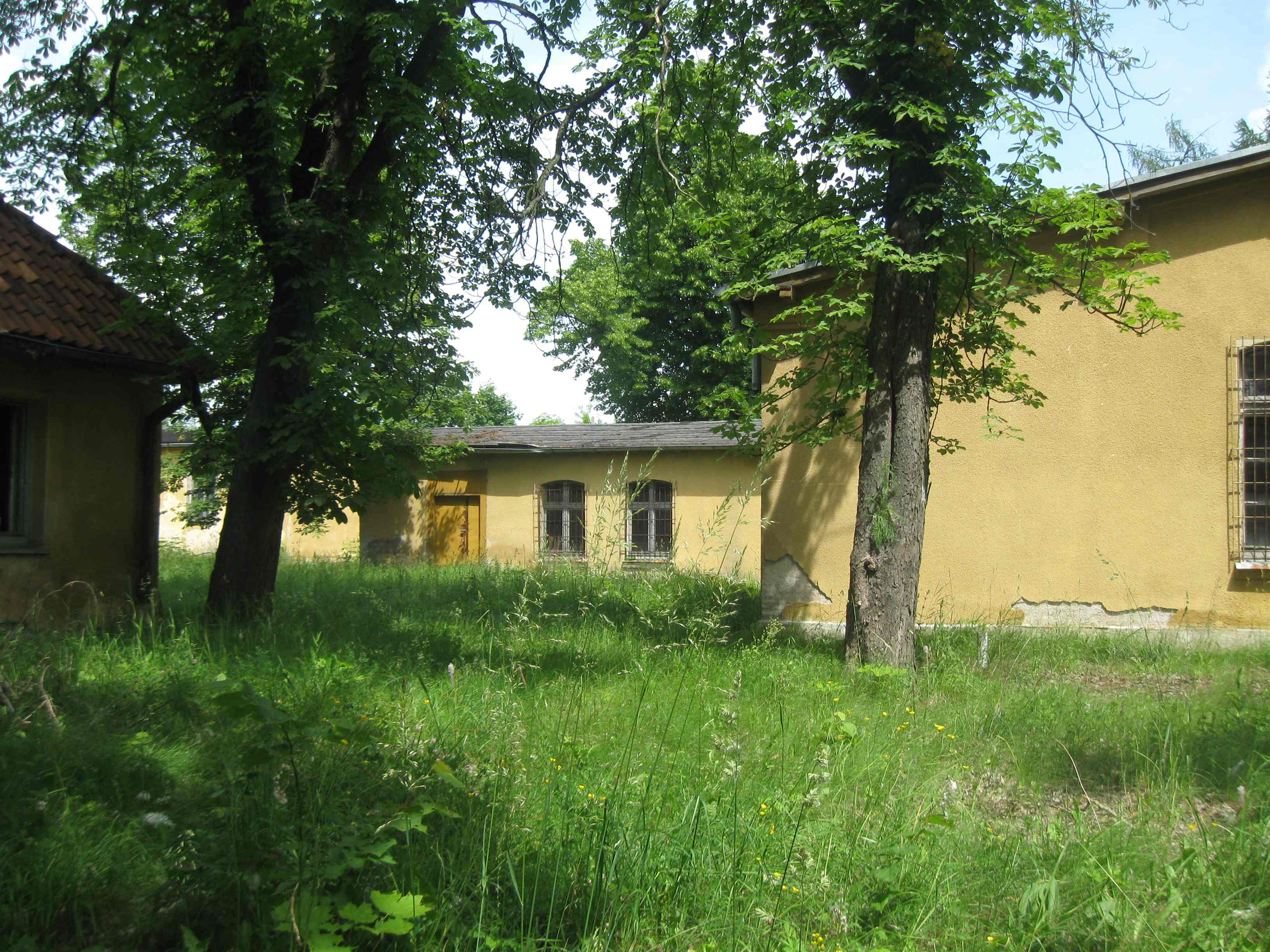
Byłe koszary ŻW

Garnizon Orzysz – garnizon w północno-wschodniej Polsce.
Rozporządzeniem Ministra Obrony Narodowej z 10 sierpnia 2022 w sprawie utworzenia, przekształcenia i zniesienia garnizonów oraz określenia zadań, siedzib i terytorialnego zasięgu właściwości ich dowódców, określono  terytorialny zasięg Garnizonu Kraków. Obejmuje on (2022) powiaty: ełcki, piski, grajewski.

## Charakterystyka garnizonu
Orzysz (niem. Arys) prawa miejskie otrzymał w 1725 z rąk króla Prus Fryderyka Wilhelma I. Od 1753 miasto i okolica były miejscem czasowego stacjonowania wojsk. W 1890 w pobliżu miasta założono poligon wojskowy znany pod nazwą poligon Orzysz. W 1895 Orzysz uzyskał status miasta garnizonowego, kiedy powstały pierwsze baraki koszarowe, w których wojsko stacjonowało już na stałe. Na przełomie XIX i XX w., po uruchomieniu połączeń kolejowych z Piszem (1905), Giżyckiem (1908), Mrągowem i Ełkiem (1911), koszary zostały rozbudowane, a poligon powiększony. Uruchomienie połączeń kolejowych i rozbudowa koszar wpłynęły na rozwój miasta. W Orzyszu stacjonowały jednostki wojskowe armii niemieckiej, a po 1945 jednostki polskie. Stacjonujące w garnizonie Orzysz jednostki wojskowe (nowo formowane bądź dyslokowane z innych garnizonów) reprezentowały różne rodzaje wojsk (artylerię i wojska rakietowe, pancerne, piechotę, saperów), o różnych szczeblach organizacji (dywizja, brygada, pułk, batalion) i podporządkowania. Przez lata przechodziły liczne zmiany etatowo-organizacyjne. W garnizonie Orzysz nad jeziorem o tej samej nazwie przez wiele lat funkcjonował resortowy ośrodek wypoczynkowy z bogatym zapleczem wypoczynkowo-rozrywkowym. Z usług ośrodka korzystały najczęściej rodziny wojskowe spoza Mazur.

## Jednostki wojskowe stacjonujące w garnizonie Orzysz
Jednostki armii niemieckiej – XVIII-XX w.
- 9 pułk Bośniaków
- 5 pułk huzarów
- 14 pułk piechoty
- 58 pułk piechoty

Jednostki polskie – po 1945
- 8 Dywizja Artylerii Przełamania – dowództwo
- 19 Brygada Artylerii Haubic
- 108 pułk artylerii haubic
- 26 Brygada Artylerii Haubic
- 68 pułk artylerii haubic
- 123 pułk artylerii haubic
- 140 pułk artylerii haubic
- 65 pułk piechoty
- 23 batalion czołgów i artylerii pancernej
- 2 batalion miotaczy ognia[2]
- 32 Brygada Artylerii, potem jako 32 Brygada Rakiet Operacyjno-Taktycznych (do 1989)
- 32 Ośrodek Szkolenia Specjalistów Wojsk Rakietowych i Artylerii (do 1997)
- 7 Oddział Dyscyplinarny – JW 1370, potocznie –  jednostka karna (do 1991)
- 4 Brygada Kawalerii Pancernej (1995–2001)
- Litewsko-Polski batalion sił pokojowych (1998–2008)
- Żandarmeria Wojskowa – terenowe jednostki organizacyjne
- Ośrodek Szkolenia Poligonowego Wojsk Lądowych – Bemowo Piskie

Obecnie – 2012
- 15 Giżycka Brygada Zmechanizowana – część pododdziałów
- 15 Mazurski batalion saperów
- Wojskowa Komenda Transportu Olsztyn – Delegatura Orzysz
- Garnizonowy Węzeł Łączności
- JW 4226 – Skład Orzysz
- JW 1460